# Hemeroblemma inficita
Hemeroblemma inficita är en fjärilsart som beskrevs av Walker 1865. Hemeroblemma inficita ingår i släktet Hemeroblemma och familjen nattflyn. Inga underarter finns listade i Catalogue of Life.